# Máenach mac Fíngin
Máenach mac Fíngin (mort en 661) était un roi de Munster (en irlandais : Muman), l'un des cinq royaumes d'Irlande. Il appartenait à la famille des Eóganacht Chaisil, une branche du clan des Eóganachta descendant d'Óengus mac Nad Froích (mort en 489), le premier roi chrétien de Muman, par son fils Feidlimid mac Óengusa. 

## Biographie
Il était le fils du roi Fíngen mac Áedo Duib, mort en 618. 
Sa mère était Mór Muman (morte vers 628-636), fille de Áed Bennán mac Crimthainn du Loch Lein. 
Il succéda à Cúán mac Amalgado comme roi en 641. Les annales ne fournissent aucun détail sur son règne. 
Il mourut vers 660-662, après un règne long de douze ans disent les Laud Synchronisms. 
Son fils, Aillil, fut le père d'un roi ultérieur de Muman, Cormac mac Ailello (mort en 713). 

### liens externes
- (en) Annales d'Inisfallen sur CELT: Corpus of Electronic Texts dans University College Cork.
- (en) Francis J. Byrne, Irish Kings and High-Kings, Table 12, Four Courts Press, Dublin (2001).  (ISBN 978-1-85182-196-9).
- (en) Révérend Eugene O'Keeffe, Book of Munster (1703), sur Généalogies des Eóganachta.
- (en) Laud Synchronisms sur CELT: Corpus of Electronic Texts dans University College Cork.
- (en) Daniel P. McCarthy, The Chronology of the Irish Annals, Proceedings of the Royal Irish Academy (1998).